# 蘇利日尼夫卡
50°11′49″N 28°4′55″E / 50.19694°N 28.08194°E
蘇利日尼夫卡（烏克蘭語：Сульжинівка），是烏克蘭北部的村莊，隸屬日托米爾州的日托米爾區。該村始建於1786年，面積56.8平方公里，海拔高度253米，2001年人口67。